# Велика Пустомержа
Велика Пустомержа (рос. Большая Пустомержа) — присілок у Кінгісеппському районі Ленінградської області Російської Федерації.
Населення становить 1313 осіб. Належить до муніципального утворення Пустомержське сільське поселення.

## Історія
Згідно із законом від 28 жовтня 2004 року № 81-оз належить до муніципального утворення Пустомержське сільське поселення.

## Населення
| 1838  | 1848  | 1857  | 1862  | 1882 | 1899 | 1990  |
| ----- | ----- | ----- | ----- | ---- | ---- | ----- |
| 29    | ↗282  | ↘231  | ↘217  | ↗253 | ↘248 | ↗1006 |
| 1997  | 2007  | 2010  | 2017  |      |      |       |
| ↗1287 | ↗1399 | ↘1257 | ↗1313 |      |      |       |